# 더 브론즈
《더 브론즈》(영어: The Bronze)는 미국에서 제작된 브라이언 버클리 감독의 2015년 스포츠 코미디 드라마 영화이다. 멀리사 라우시가 공동 각본을 쓰고 주연을 맡았으며, 스테퍼니 랭호프 등이 제작에 참여하였다. 2015년 1월 22일 제31회 선댄스 영화제에서 전 세계 최초로 상영되었다. 이 영화는 2016년 3월 18일 소니 픽처스 클래식스에 의해 극장 개봉되었다.

## 출연
- 멀리사 라우시
  - 엘러리 스프레이베리
- 헤일리 루 리처드슨
- 게리 콜
- 세실리 스트롱
- 토머스 미들디치
- 세바스티안 스탄
- 데일 라울
- 마이클 셰이머스 와일스
- 크레이그 킬본

## 기타 제작진
- 의상: 미셸 마티니